# Chirocephalus reiseri
Chirocephalus reiseri е вид хрилоного от семейство Chirocephalidae. Видът е уязвим и сериозно застрашен от изчезване.

## Разпространение
Разпространен е в Босна и Херцеговина.